# 牧野晴
牧野 晴（まきの はる、1997年11月13日 - ）は、日本の元モデル・子役。元ジュネス企画所属。
血液型はO型。趣味はダーツ、バレエ。特技は記憶力がいい、昆虫に詳しい。

## 出演

### テレビドラマ
- まるまるちびまる子ちゃん（2007年　-　2008年、フジテレビ） - 丸尾スエオ 役

### 映画
- オトシモノ（2006年9月30日公開、監督：古澤健、松竹） - 島尾裕樹 役

### CM
- イオン　ケンタの新入学シリーズ（2004年）
- トヨタ　ノア（2004年 - 現在）

### その他
- 轟轟戦隊ボウケンジャー　第5話（2006年、テレビ朝日） - 翔 役